# قاضی ایمی
قاضی امی (به انگلیسی: Judging Amy) یک مجموعه تلویزیونی درام آمریکایی بود که بین سال های ۱۹۹۹ تا ۲۰۰۵ پخش می شد.